# Austrozele takasuae
Austrozele takasuae är en stekelart som beskrevs av Van Achterberg 1993. Austrozele takasuae ingår i släktet Austrozele och familjen bracksteklar. Inga underarter finns listade.